# Kalimanići (Srebrenica)
Pour les articles homonymes, voir Kalimanići.
Kalimanići (en serbe cyrillique : Калиманићи) est un village de Bosnie-Herzégovine. Il est situé dans la municipalité de Srebrenica et dans la république serbe de Bosnie. Selon les premiers résultats du recensement bosnien de 2013, il compte 395 habitants.

## Démographie

### Évolution historique de la population dans la localité
| 1948 | 1953 | 1961 | 1971 | 1981 | 1991 | 2013 |
| ---- | ---- | ---- | ---- | ---- | ---- | ---- |
| 323  | 363  | 367  | 360  | 380  | 397  | 395  |

|  |